# Lavin
Lavin is een plaats en voormalige gemeente in het Zwitserse kanton Graubünden, sinds 2015 behorend tot de gemeente Zernez. Lavin telt 226 inwoners (eind 2013).
Het dorp ligt op de linkeroever van de Inn (En) aan het begin van het Val Lavinuoz. Direct boven het dorp ligt de Piz Linard (3410 m), de hoogste top van de Silvretta. 
Lavin ligt tussen Susch en Guarda en heeft een station aan de Rhätische Bahn. 

## Fotogalerij Lavin en omgeving.

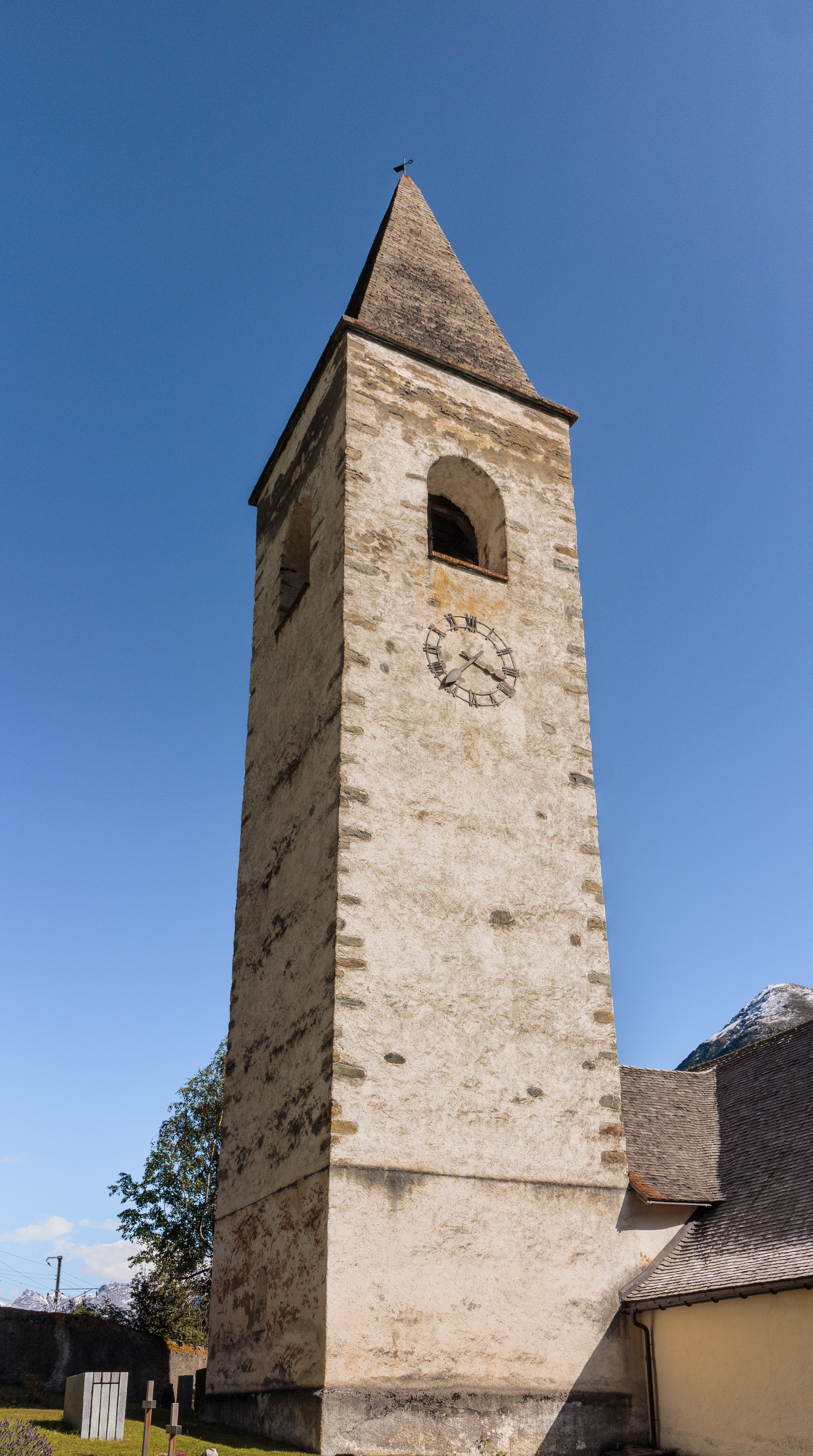
Kerktoren.
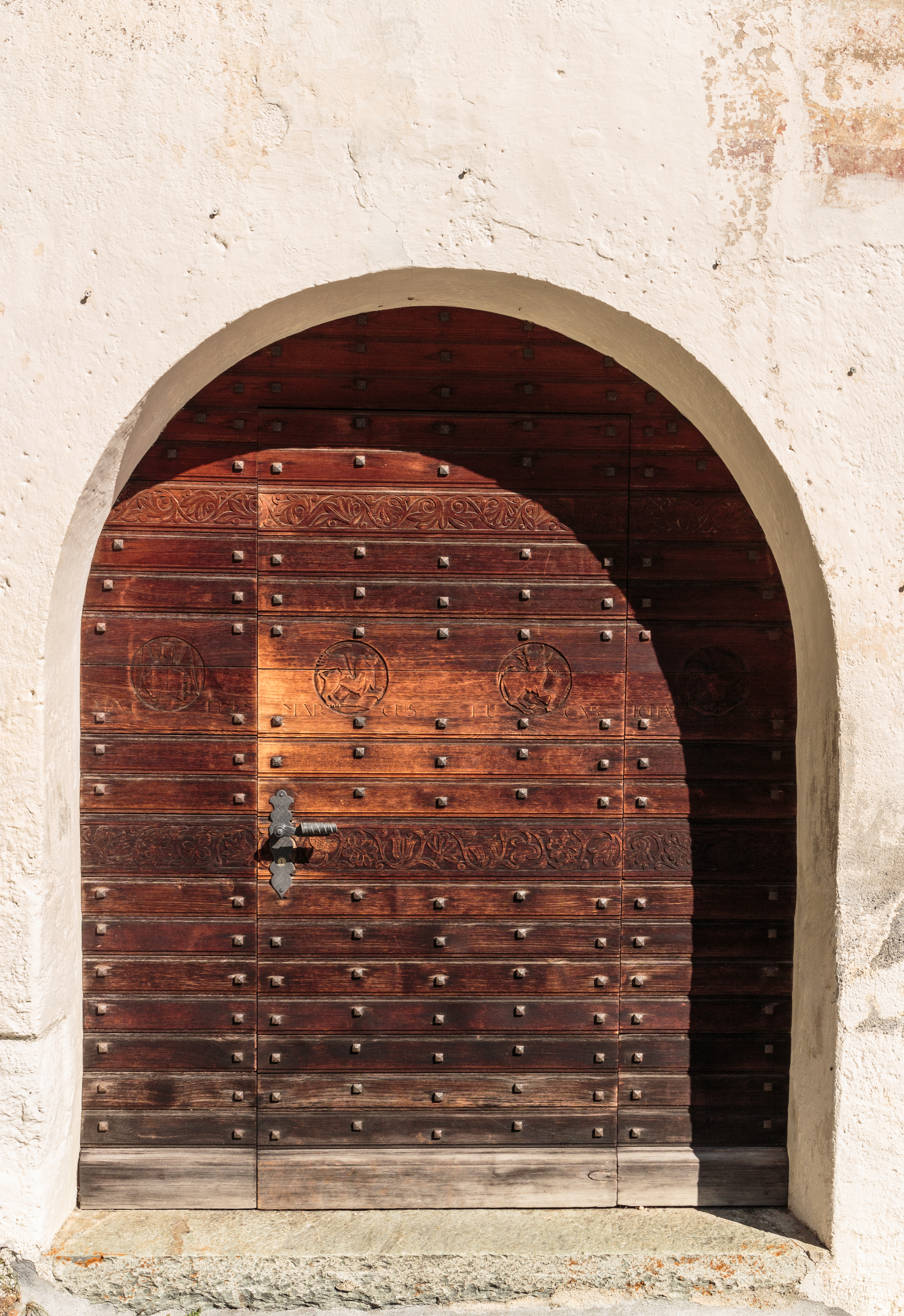
Houten deur van de Reformierte Kirche.
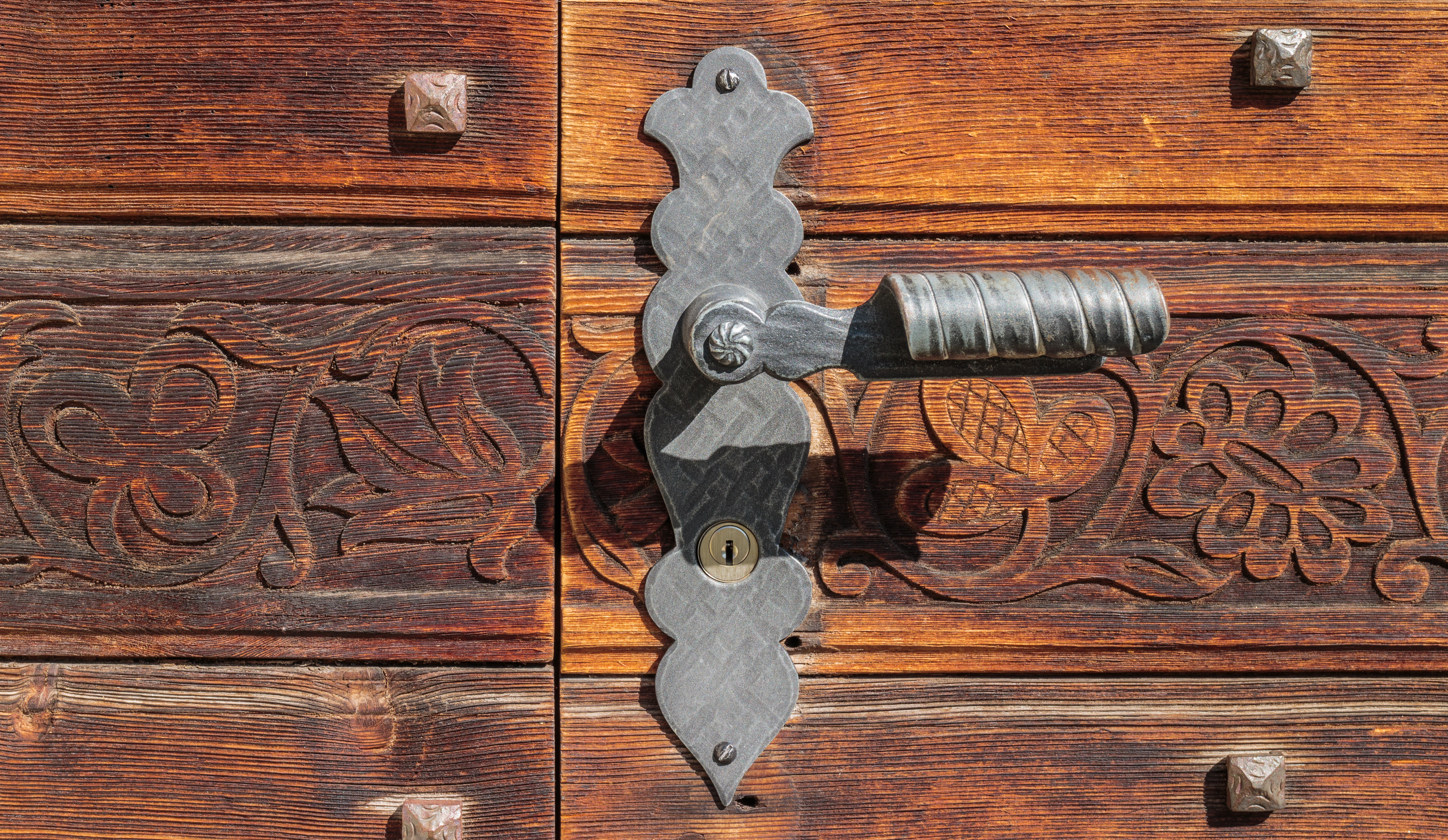
Detail van de houten deur van de Reformierte Kirche.
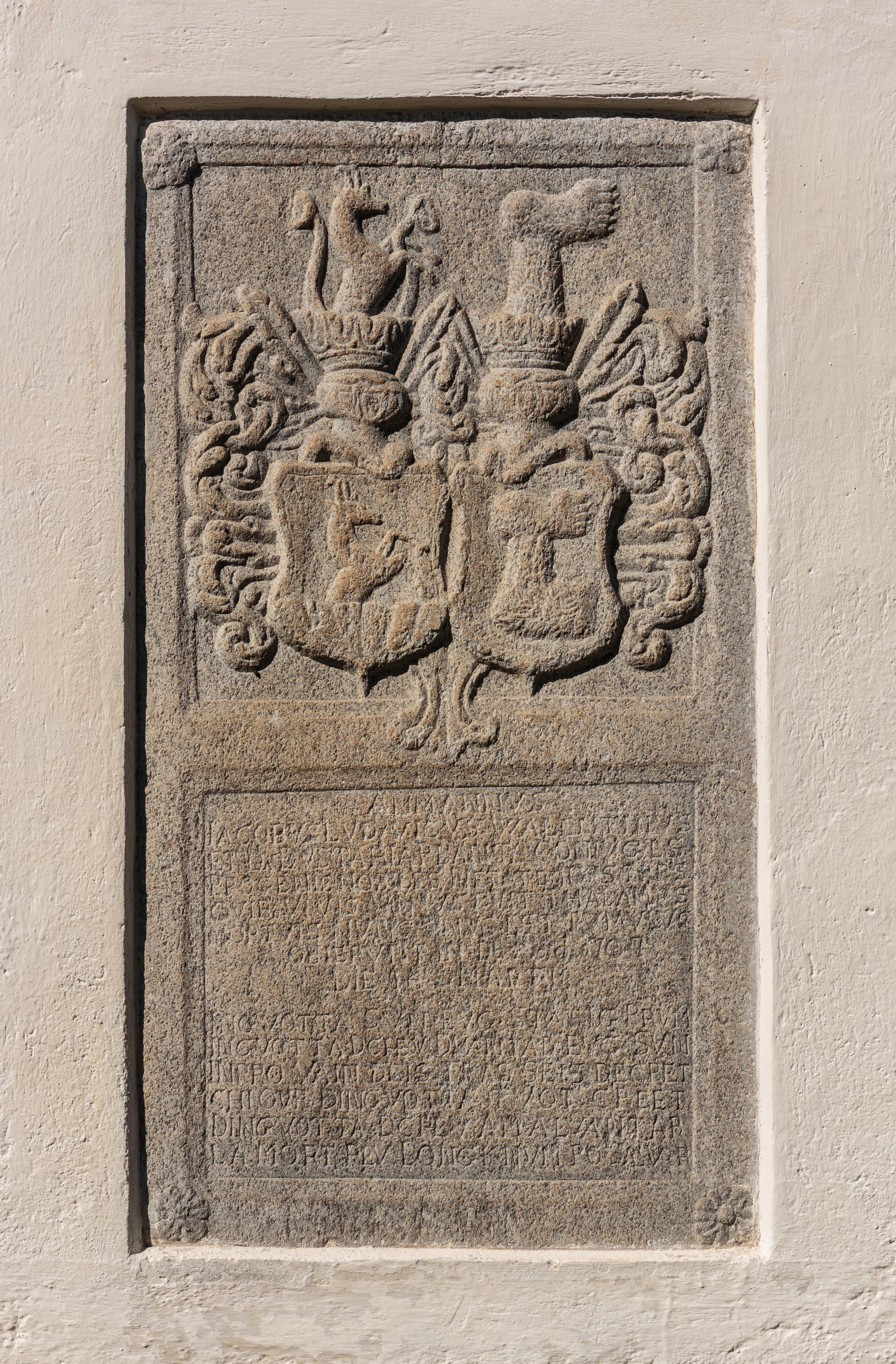
Muurdecoratie.
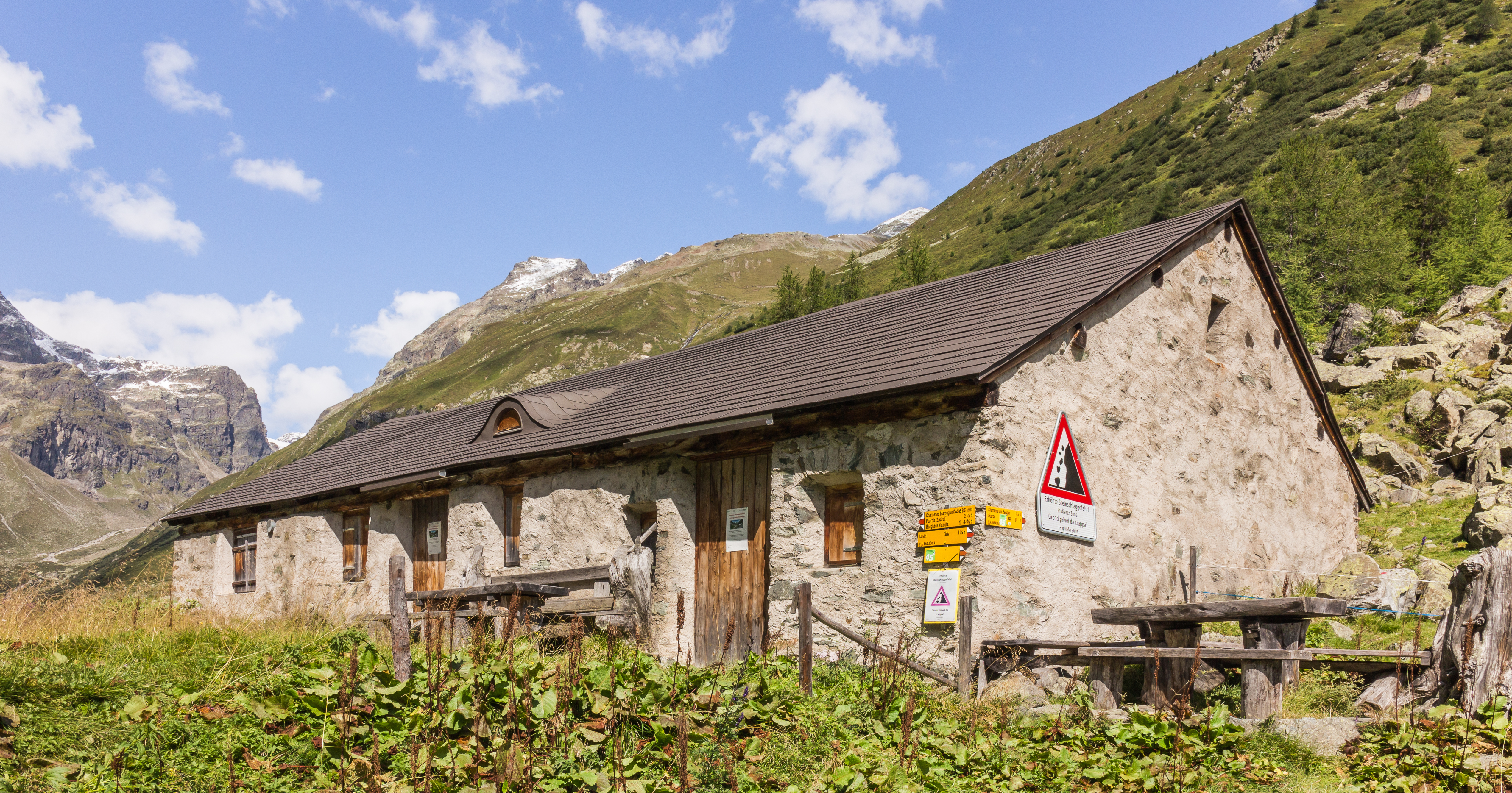
Oude nederzetting op Alp d'Immez.